# Kajetan Amirowicz (duchowny)
Kajetan Amirowicz (ur. 23 października 1881 w Mikulińcach, zm. 14 lipca 1965 w Żurawicy) – ksiądz ormiańskokatolicki, proboszcz parafii ormiańskokatolickiej w Śniatynie, jeden z trzech kandydatów na nowego ordynariusza archidiecezji ormiańskiej po śmierci abp. Józefa Teodorowicza. 

## Życiorys
Urodził się na Pokuciu, które w tym czasie wchodziło w skład Austro-Węgier. Pochodził z rodziny ormiańskiej, spokrewnionej z innymi rodzinami ormiańskimi w Polsce. Jego nazwisko pochodziło od ormiańskiego słowa „amiraj” – przełożony. Znał język polski, którym swobodnie się posługiwał. W 1901 r. wstąpił do seminarium duchownego we Lwowie, rozpoczynając studia na Uniwersytecie Lwowskim. W 1905 r. wyjechał na studia uzupełniające do Papieskiego Kolegium Ormiańskiego w Rzymie.
Po święceniach kapłańskich, które przyjął w 1906 r. w katedrze ormiańskiej we Lwowie z rąk arcybiskupa Józefa Teodorowicza, został dyrektorem lwowskiego Zakładu Naukowego im. dr Józefa Torosiewicza, zwanego Bursą Ormiańską. Następnie mianowano go administratorem parafii ormiańskiej w Łyścu k. Stanisławowa, a w 1910 r. wikariuszem w łacińskiej parafii św. Mikołaja we Lwowie. W 1911 r. towarzyszył abp Teodorowiczowi w czasie obrad pierwszego synodu ormiańskiego w Rzymie, pełniąc funkcję osobistego sekretarza. 
Po I wojnie światowej przyjął obywatelstwo polskie, choć część jego rodziny znalazła się w granicach Rumunii. W 1922 r. został kanonikiem honorowym ormiańskiej kapituły we Lwowie i proboszczem w Śniatyniu. W przeciwieństwie do innych księży archidiecezji lwowskiej znał też dobrze język ormiański. Udzielał się społecznie. W 1933 r. został delegatem Archidiecezjalnego Związku Ormian na okręg w Śniatyniu. Od 1934 r. pełnił też funkcję radcy w kurii we Lwowie.
W latach 1924–1934 gruntownie odrestaurował kościół parafialny, poważnie zniszczony w czasie działań wojennych. W tym celu powołał do życia komitet obywatelski, składający się tak z Ormian, jak i z Polaków. 
Po śmierci abp. Józefa Teodorowicza, który zmarł 4 grudnia 1938 r., był jednym z kandydatów na nowego ordynariusza. W tajnym głosowaniu księży z całej archidiecezji otrzymał trzecią lokatę. Protokół z głosowania wysłano do Kongregacji dla Kościołów Wschodnich w Rzymie, załączając opinie o kandydatach. Ze względu na śmierć papieża Piusa XI i wybuch wojny decyzja Watykanu w tej sprawie nie zapadła. 

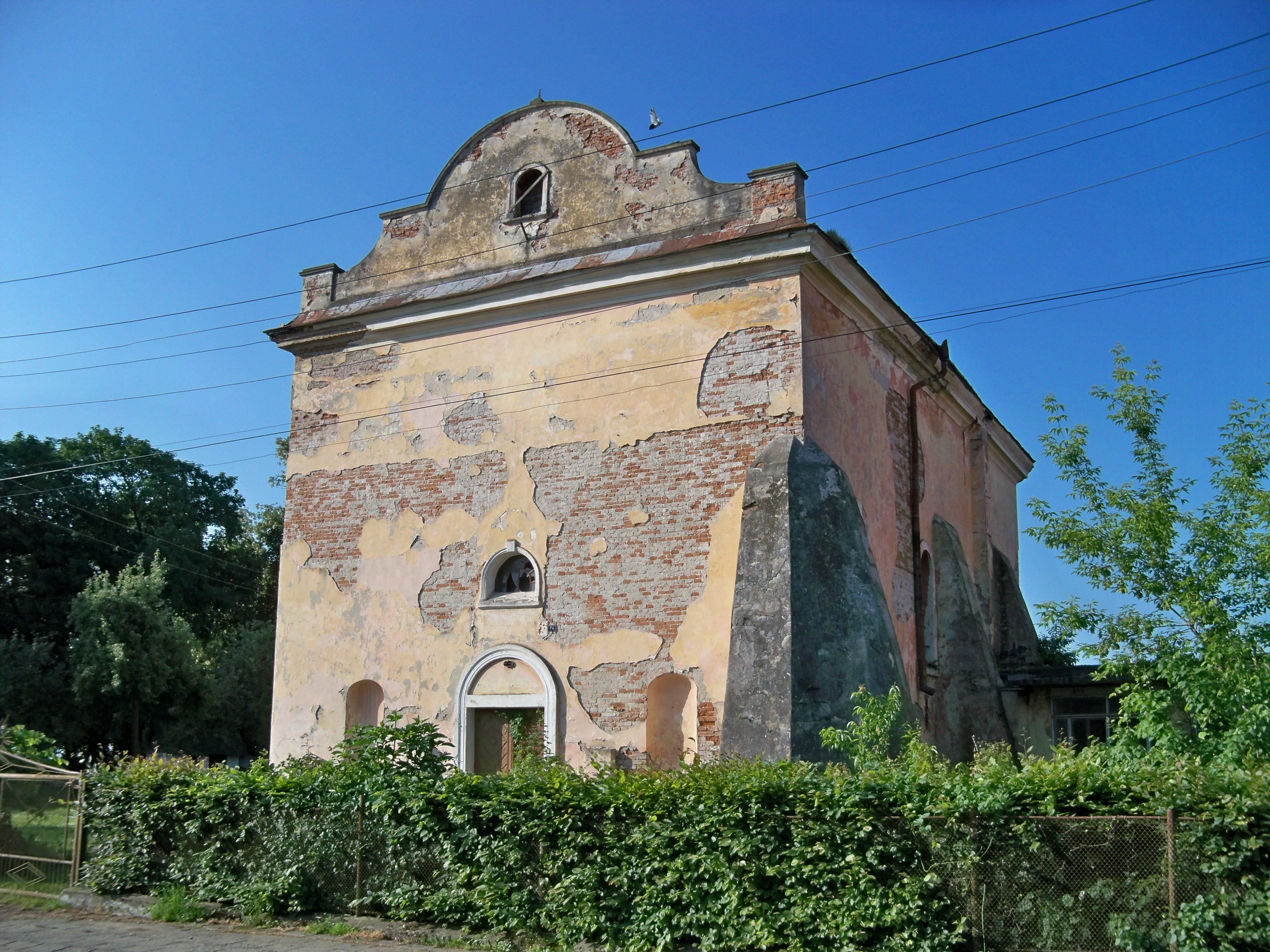
Kościół ormiańskokatolicki Zaśnięcia NMP w Śniatynie (2015)

Przez całą wojnę ks. Amirowicz posługiwał w Śniatynie, nie opuszczając parafii pomimo zagrożenia ze strony nacjonalistów ukraińskich. W 1944 r. udzielał schronienia uciekinierom z Kut, w których w marcu i kwietniu 1944 r. oddziały UPA wymordowały kilkuset Ormian i Polaków. Był świadkiem aresztowania przez NKWD kilku księży ormiańskich, w tym ostatniego administratora archidiecezji ormiańskiej, ks. infułata Dionizego Kajetanowicza, który w 1954 r. zmarł w łagrze na Kołymie w ZSRR. W 1946 r. ks. Amirowicz wraz z wiernymi wyjechał do Polski centralnej. Zamieszkał w Żurawicy w diecezji przemyskiej, zaledwie kilka kilometrów od nowej granicy. Jako rezydent pomagał w parafii łacińskiej. Do końca życia sprawował liturgię w obrządku ormiańskim. Pochowany został na tamtejszym cmentarzu. 24 lipca 2011 r. w kościele w Żurawicy odsłonięto tablicę upamiętniającą jego działalność.